# Kameralamt Ebingen
Das Kameralamt Ebingen war eine Einrichtung des Königreichs Württemberg, die im Amtsbezirk Besitz und Einkommen des Staates verwaltete. Es bestand von 1807 bis 1819 in Ebingen. Das Kameralamt wurde im Rahmen der Neuordnung der Staatsfinanzverwaltung im Königreich Württemberg geschaffen. 

## Geschichte
Gemäß Verordnung vom 7. bzw. 14. Juli 1807 musste das Kameralamt Ebingen das Patrimonialamt Werenwag übernehmen.
Durch Verfügung vom 6. Juni 1819 wurde das Kameralamt aufgelöst und der Verwaltungsbezirk dem Kameralamt Balingen angegliedert, mit Ausnahme der Orte Nusplingen, Heidenstädt, Obernheim, Renquishause und Kolbingen, welche an das Kameralamt Tuttlingen übergingen.